# Ernst von Hoeppner
Ernst Wilhelm Arnold von Hoeppner (Tonnin, 14. siječnja 1860. – Gross-Mokratz, 26. rujna 1922.) je bio njemački general i vojni zapovjednik. Tijekom Prvog svjetskog rata bio je načelnik stožera 3. i 2. armije, te je zapovijedao Njemačkim zrakoplovstvom.

## Vojna karijera
Ernst von Hoeppner rođen je 14. siječnja 1860. u Tonninu na otoku Wolinu u pokrajini Pomeraniji. U prusku vojsku stupio je kao kadet 1872. godine nakon čega služi u raznim vojnim jedinicama. Od 1889. pohađa Prusku vojnu akademiju, te nakon završetka iste služi u Glavnom stožeru u Berlinu. Čin bojnika dostigao je 1899. godine, potpukovnikom je postao 1906. godine, dok je 1909. godine promaknut u čin pukovnika. U lipnju 1912. unaprijeđen je u general bojnika, dok u listopadu te iste godine postaje zapovjednikom 4. konjičke brigade smještene u Brombergu.

## Prvi svjetski rat
Na početku Prvog svjetskog rata Hoeppner je postao načelnikom stožera 3. armije koja se nalazila na Zapadnom bojištu, a kojom je zapovijedao Max von Hausen. S navedenom armijom sudjeluje u Graničnim bitkama i Prvoj bitci na Marni.
U veljači 1915. Hoeppner postaje zapovjednikom 17. pričuvne divizije kojom zapovijeda do lipnja te godine kada postaje načelnikom stožera 2. armije kojom je zapovijedao Fritz von Below. Prije toga, u travnju 1915., promaknut je u general poručnika. U travnju 1916. postaje zapovjednikom 75. pričuvne divizije kojom zapovijeda sedam mjeseci.

U listopadu 1916. njemačko Vrhovno zapovjedništvo odlučilo je da zračne snage koje do tada bile pod zapovjedništvom kopnene vojske ujedini i stavi pod jedinstveno zapovjedništvo. Tako je formirano Njemačko zrakoplovstvo (Deutsche Luftstreitkräfte), te je njegovim prvim zapovjednikom 12. studenog 1916. imenovan Hoeppner koji je kao zapovjednik zrakoplovstva odgovarao neposredno načelniku Vrhovnog stožera Paulu von Hindenburgu. Hoeppner je reorganizirao, te povećao zračne snage za što je 8. travnja 1917. odlikovan ordenom Pour le Mérite. Njemačkim zrakoplovstvom Hoeppner je zapovijedao do kraja rata.

## Poslije rata
Nakon završetka rata Njemačko zrakoplovstvo je rasformirano, te je Hoppener u travnju 1919. preuzeo zapovjedništvo nad XVIII. korpusom. Navedenim korpusom zapovijedao je do studenog 1919. kada je unaprijeđen u generala konjice, te je na vlastiti zahtjev umirovljen. U mirovini je 1921. godine objavio knjigu o njemačkom zrakoplovstvu tijekom Prvog svjetskog rata pod nazivom Njemački rat u zraku (Deutschlands Krieg in der Luft). 
Ernst von Hoeppner je preminuo 26. rujna 1922. godine u 62. godini života u Gross-Mokratzu na otoku Wollinu. Pokopan je na groblju u rodnom Tonninu. 

## Vanjske poveznice
(eng.) Ernst von Hoeppner na stranici Prussianmachine.com